# Toy (David Bowie)
Toy is een studioalbum van de Britse muzikant David Bowie. Het album werd tussen juli en oktober 2000 opgenomen en bevat nieuwe versies van nummers die Bowie tussen 1964 en 1971 uitbracht, en nieuwe nummers. Het album zou oorspronkelijk in maart 2001 worden uitgebracht, maar dit ging niet door vanwege financiële problemen bij Virgin Records. Hierop verliet Bowie dit platenlabel en ging hij werken aan zijn volgende album Heathen. In de jaren die volgden, verschenen enkele tracks die voor Toy bedoeld waren als B-kanten van singles en op het compilatiealbum Nothing Has Changed.
In 2011 lekte een versie van Toy uit op het internet. Tien jaar later, op 29 september 2021, werd aangekondigd dat Toy op 26 november officieel uitgebracht zou worden als onderdeel van de boxset Brilliant Adventure (1992–2001). Een aparte deluxeversie, waarop ook alternatieve mixen en B-kanten te vinden zijn, werd op 7 januari 2022 uitgebracht.

## Productie
Het was Bowie's bedoeling om het album uit te brengen in 2001 of 2002. Het album zou enkele nieuwe nummers bevatten, maar vooral remakes van enkele van zijn minder bekende nummers uit de jaren '60. In een chatsessie op zijn website in 2001 werd Bowie gevraagd over details over de releasedatum van Toy, waarop hij antwoordde: "Het lijkt erop dat EMI/Virgin erg veel conflicten hebben met het plannen van dingen dit jaar, waardoor veel dingen op een laag pitje zijn gezet. Toy is af en klaar om te gaan, en ik zal een aankondiging maken zodra ik een echte datum krijg. Ondertussen ben ik al begonnen met het schrijven en opnemen voor een nieuw album (nog geen titel op dit moment). Tot nu toe heb ik te zeggen dat het teruggaat naar experimenteel. Maar mij kennende betekent dat niet dat het er zo uitkomt. Ik zal schrijven en opnemen tijdens de zomer, maar het vaderschap is mijn echte prioriteit op dit moment."

## Nummers
"Liza Jane" was de debuutsingle van Bowie uit 1964, uitgebracht onder de naam Davie Jones with the King Bees. "You've Got a Habit of Leaving" was zijn derde single, die hij uitbracht onder de naam Davy Jones and the Lower Third. "Baby Loves That Way" verscheen als de B-kant van deze single. Ook "I Dig Everything" werd uitgebracht op single in 1966, onder zijn nieuwe artiestennaam David Bowie. Al deze nummers stonden ook op het compilatiealbum Early On (1964-1966) uit 1991.
De originele versie van "Silly Boy Blue" verscheen op Bowie's debuutalbum uit 1967. Het nummer "The London Boys" verscheen op de B-kant van de single "Rubber Band" van hetzelfde album. "Let Me Sleep Beside You" en "In the Heat of the Morning" verschenen voor het eerst op het compilatiealbum The World of David Bowie uit 1970. Al deze nummers stonden ook op het compilatiealbum The Deram Anthology 1966–1968 uit 1997.
"Conversation Piece" werd opgenomen en uitgebracht als de B-kant van de single "The Prettiest Star" uit 1970. "Shadow Man" werd oorspronkelijk opgenomen in 1971 en was bedoeld voor The Rise and Fall of Ziggy Stardust and the Spiders from Mars uit 1972, maar kwam niet op het album terecht. Alle andere nummers - "Uncle Floyd", "Afraid", "Toy (Your Turn to Drive)" en "Hole in the Ground", waren nieuwe nummers die nooit eerder ergens werden uitgebracht.
"Uncle Floyd" (als "Slip Away") en "Afraid" verschenen later op het album Heathen. "Shadow Man", "You've Got a Habit of Leaving" en "Baby Loves That Way" verschenen op verschillende B-kanten van de singles "Slow Burn" en "Everyone Says 'Hi'" van dit album. "Conversation Piece" verscheen op de limited edition bonus-cd van Heathen in 2002.
De nummers "Let Me Sleep Beside You", "Toy (Your Turn to Drive)" en "Shadow Man" verschenen op de 3cd-versie van Bowie's compilatiealbum Nothing Has Changed uit 2014, die ook de originele versies van "In the Heat of the Morning", "Silly Boy Blue", "You've Got a Habit of Leaving" en "Liza Jane" bevat.

## Uitgave
In 2011 lekten veertien nummers uit de opnamesessies van Toy, met uitzondering van "Karma Man" en "Can't Help Thinking About Me", uit op het internet. Deze versies waren andere mixen dan die in de loop der jaren officieel werden uitgebracht. Het zou hierbij gaan om versies die nog niet helemaal af waren.
Op 29 september 2021 werd een officiële uitgave van Toy aangekondigd. Op 26 november zou het deel uitmaken van de boxset Brilliant Adventure (1992–2001). Diezelfde dag werd "You've Got a Habit of Leaving" uitgebracht als single. Op 7 januari 2022, de dag voor Bowie's 75e verjaardag, werd een aparte versie van het album uitgebracht. In deze versie zijn nooit eerder vertoonde foto's te vinden, net als alternatieve remixen, nummers die als B-kanten bedoeld waren en dertien nieuwe "Unplugged and Somewhat Slightly Electric"-remixen van de nummers van Toy.

## Tracklist

### Gelekte versie
- Dit is de tracklist van het album dat in 2011 op internet verscheen, die afwijkt van wat de oorspronkelijke tracklist zou zijn.
- Alle nummers geschreven door Bowie.

| Nr. | Titel                           | Originele versie op                                                             | Duur |
| --- | ------------------------------- | ------------------------------------------------------------------------------- | ---- |
| 1.  | "Uncle Floyd"                   | Nieuw nummer                                                                    | 6:15 |
| 2.  | "Afraid"                        | Nieuw nummer                                                                    | 3:29 |
| 3.  | "Baby Loves That Way"           | B-kant van "You've Got a Habit of Leaving" uit 1965, Early On (1964-1966), 1991 | 4:38 |
| 4.  | "I Dig Everything"              | Single uit 1966, Early On (1964-1966), 1991                                     | 4:52 |
| 5.  | "Conversation Piece"            | B-kant van "The Prettiest Star" uit 1970                                        | 3:53 |
| 6.  | "Let Me Sleep Beside You"       | The Deram Anthology 1966–1968, 1997                                             | 3:14 |
| 7.  | "Toy (Your Turn to Drive)"      | Nieuw nummer                                                                    | 4:46 |
| 8.  | "Hole in the Ground"            | Niet eerder uitgebracht nummer                                                  | 3:30 |
| 9.  | "Shadow Man"                    | Niet eerder uitgebracht nummer                                                  | 4:41 |
| 10. | "In the Heat of the Morning"    | The Deram Anthology 1966–1968, 1997                                             | 3:52 |
| 11. | "You've Got a Habit of Leaving" | Single uit 1965, Early On (1964-1966), 1991                                     | 4:49 |
| 12. | "Silly Boy Blue"                | David Bowie, 1967                                                               | 5:33 |
| 13. | "Liza Jane"                     | Single uit 1964, Early On (1964-1966), 1991                                     | 4:48 |
| 14. | "The London Boys"               | B-kant van "Rubber Band" uit 1966, The Deram Anthology 1966–1968, 1997          | 3:47 |

### Officiële versie
- Alle nummers geschreven door Bowie.

CD 1
| Nr. | Titel                           | Originele versie op                                                             | Duur |
| --- | ------------------------------- | ------------------------------------------------------------------------------- | ---- |
| 1.  | "I Dig Everything"              | Single uit 1966, Early On (1964-1966), 1991                                     | 5:03 |
| 2.  | "You've Got a Habit of Leaving" | Single uit 1965, Early On (1964-1966), 1991                                     | 4:48 |
| 3.  | "The London Boys"               | B-kant van "Rubber Band" uit 1966, The Deram Anthology 1966–1968, 1997          | 3:47 |
| 4.  | "Karma Man"                     | The World of David Bowie, 1970                                                  | 3:46 |
| 5.  | "Conversation Piece"            | B-kant van "The Prettiest Star" uit 1970, Five Years (1969-1973), 2015          | 3:53 |
| 6.  | "Shadow Man"                    | limited edition van Heathen, 2002                                               | 4:40 |
| 7.  | "Let Me Sleep Beside You"       | The Deram Anthology 1966–1968, 1997                                             | 3:14 |
| 8.  | "Hole in the Ground"            | Conversation Piece, 2019                                                        | 3:32 |
| 9.  | "Baby Loves That Way"           | B-kant van "You've Got a Habit of Leaving" uit 1965, Early On (1964-1966), 1991 | 4:37 |
| 10. | "Can't Help Thinking About Me"  | Single uit 1966, Early On (1964-1966), 1991                                     | 3:25 |
| 11. | "Silly Boy Blue"                | David Bowie, 1967                                                               | 5:35 |
| 12. | "Toy (Your Turn to Drive)"      | Nothing Has Changed, 2014                                                       | 4:16 |

CD 2 (alternatieve versies en extra's)
| Nr. | Titel                                              | Originele versie op                         | Duur |
| --- | -------------------------------------------------- | ------------------------------------------- | ---- |
| 1.  | "Liza Jane"                                        | Single uit 1964, Early On (1964-1966), 1991 |      |
| 2.  | "You've Got a Habit of Leaving" (alternatieve mix) |                                             |      |
| 3.  | "Baby Loves That Way" (alternatieve mix)           |                                             |      |
| 4.  | "Can't Help Thinking About Me" (alternatieve mix)  |                                             |      |
| 5.  | "I Dig Everything" (alternatieve mix)              |                                             |      |
| 6.  | "The London Boys" (alternatieve versie)            |                                             |      |
| 7.  | "Silly Boy Blue" (Tibet-versie)                    |                                             |      |
| 8.  | "Let Me Sleep Beside You" (alternatieve mix)       |                                             |      |
| 9.  | "In the Heat of the Morning"                       | The Deram Anthology 1966–1968, 1997         |      |
| 10. | "Conversation Piece" (alternatieve mix)            |                                             |      |
| 11. | "Hole in the Ground" (alternatieve mix)            |                                             |      |
| 12. | "Shadow Man" (alternatieve mix)                    |                                             |      |
| 13. | "Toy (Your Turn to Drive)" (alternatieve mix)      |                                             |      |

CD 3 (Unplugged & Somewhat Slightly Electric)
| Nr. | Titel                                                                        | Duur |
| --- | ---------------------------------------------------------------------------- | ---- |
| 1.  | "In the Heat of the Morning" (Unplugged & Somewhat Slightly Electric Mix)    |      |
| 2.  | "I Dig Everything" (Unplugged & Somewhat Slightly Electric Mix)              |      |
| 3.  | "You've Got a Habit of Leaving" (Unplugged & Somewhat Slightly Electric Mix) |      |
| 4.  | "The London Boys" (Unplugged & Somewhat Slightly Electric Mix)               |      |
| 5.  | "Karma Man" (Unplugged & Somewhat Slightly Electric Mix)                     |      |
| 6.  | "Conversation Piece" (Unplugged & Somewhat Slightly Electric Mix)            |      |
| 7.  | "Shadow Man" (Unplugged & Somewhat Slightly Electric Mix)                    |      |
| 8.  | "Let Me Sleep Beside You" (Unplugged & Somewhat Slightly Electric Mix)       |      |
| 9.  | "Hole in the Ground" (Unplugged & Somewhat Slightly Electric Mix)            |      |
| 10. | "Baby Loves That Way" (Unplugged & Somewhat Slightly Electric Mix)           |      |
| 11. | "Can't Help Thinking About Me" (Unplugged & Somewhat Slightly Electric Mix)  |      |
| 12. | "Silly Boy Blue" (Unplugged & Somewhat Slightly Electric Mix)                |      |
| 13. | "Toy (Your Turn to Drive)" (Unplugged & Somewhat Slightly Electric Mix)      |      |

## Musici
- David Bowie: zang, keyboards, Stylophone, mandoline
- Earl Slick: gitaar
- Gail Ann Dorsey: basgitaar
- Mike Garson: keyboards
- Mark Plati: gitaar, basgitaar
- Sterling Campbell: drums
- Lisa Germano: akoestische en elektrische viool, blokfluit, mandoline, accordeon
- Gerry Leonard: gitaar
- Cuong Vu: trompet
- Holly Palmer, Emm Gryner: achtergrondzang
- Tony Visconti: strijkersarrangementen